# Qatars herrlandslag i fotboll
Qatars herrlandslag i fotboll representerar Qatar i fotboll på herrsidan. För laget ansvarar Qatars fotbollsförbund.
Landet arrangerade VM 2022 och var i egenskap av värd automatiskt kvalificerade för mästerskapet. Man slutade sist i sin grupp med tre förluster på tre matcher och hade statistiskt sett turneringens sämsta resultat. Qatar har aldrig kvalificerat sig för ett VM-slutspel på egen hand. Landslaget har däremot en gång deltagit i Olympiska spelen och elva gånger i de asiatiska mästerskapen. I november 2019 rankades Qatar på plats 55 på Fifas världsranking.
Qatar stod som värd för de asiatiska mästerskapen 1988, 2011 och 2023. I december 2010 blev det officiellt att Qatar skulle komma att arrangera världsmästerskapet i fotboll 2022.

## Historia
Fotbollen kom till Qatar med oljearbetare på 1950-talet. Under 1970 bildades Qatars fotbollsförbund och samma år ställde det nybildade landslaget upp i Gulfcupen, där de spelade sin första landskamp mot Bahrain. Matchen vanns av Bahrain med 2–1 och under resten av turneringen förlorade Qatar ytterligare en match (mot Kuwait) och spelade en oavgjord (mot Saudiarabien).
Qatars största seger är 8–0, vilket de har vunnit med i två matcher. Första gången var den 13 september 1984 mot Afghanistan och andra gången var året därpå, den 27 mars 1985, mot Libanon. Största förlusten kom 1973 borta mot Kuwait då de förlorade med 9–0.

### Asiatiska mästerskapen
Qatar ställde för första gången upp i kvalet till asiatiska mästerskapen 1976, men kom trea i sin kvalgrupp efter Saudiarabien och Irak och kvalificerade sig därmed inte. Bättre lycka hade de i kvalet till asiatiska mästerskapen 1980 i Kuwait som de vann före Bangladesh och Afghanistan. Väl på plats slutade Qatar på fjärde och näst sista plats i sin grupp, endast före Förenade Arabemiraten.
Till asiatiska mästerskapen 1984 i Singapore kvalade de in som tvåa i sin kvalgrupp efter Kina. I turneringen slutade de på tredje plats bakom Saudiarabien och Kuwait och gick inte vidare.
Qatar stod sedan som värd för de asiatiska mästerskapen 1988. Det innebar att Qatar inte behövde kvala in då de var direktkvalificerade som värdnation. Värdskapet hjälpte inte under turneringen och Qatar slutade åter på en tredjeplats i gruppspelet, denna gång efter Sydkorea och Iran.
Qatar kvalade sedan åter in till de asiatiska mästerskapen 1992 i Japan efter segrar i kvalet mot Syrien och Oman. Även denna gång slutade Qatar på tredje plats i gruppspelet efter Saudiarabien och Kina och gick inte vidare.
I kvalet till de asiatiska mästerskapen 1996 kom Qatar tvåa efter Syrien och kvalificerade sig därmed inte till slutspelet i Förenade arabemiraten.
Qatar kvalade in till de asiatiska mästerskapen 2000 i Libanon före Kazakstan, Jordanien, Palestina och Pakistan. Ännu en gång slutade Qatar på tredje plats i gruppspelet, men de gick vidare som en av de två bästa treorna till kvartsfinal. Väl i kvartsfinalen fick de möta Kina vilka vann med 3–1 och Qatar åkte därmed ut.
Till de asiatiska mästerskapen 2004 i Kina kvalificerade sig Qatar genom att komma tvåa i sin kvalgrupp efter Kuwait. I gruppspelet tog de endast en poäng och slutade sist i gruppen efter förluster mot Kina och Indonesien och en oavgjord mot Bahrain.
Qatar vann sin kvalgrupp till de asiatiska mästerskapen 2007 i Thailand, Vietnam, Malaysia och Indonesien. De slutade på fjärde och sista plats i sin grupp efter Japan, Vietnam och Förenade Arabemiraten. Qatar spelade oavgjort mot Japan och Vietnam, men tack vare en förlust mot Arabemiraten åkte Qatar ut ur gruppen.
I januari 2011 var Qatar för andra gången värd för de asiatiska mästerskapen. Som värd var de direktkvalificerade till slutspelet. I gruppen spelade man mot Uzbekistan, Kina och Kuwait. Qatar förlorade öppningsmatchen mot Uzbekistan men slog Kina och Kuwait. I kvartsfinalen mot Japan tog man överraskande ledningen, men Japan vände och vann till slut med 3-2.

### VM-kval
Qatar har hittills inte lyckats att kvala in till världsmästerskap i fotboll. Första gången de ställde upp till kval var till VM 1978, då de spelade i samma kvalgrupp som Bahrain och Kuwait. Med endast en seger mot Bahrain slutade Qatar sist i gruppen och missade vidare kvalspel. I kvalet till VM 1982 spelade de i en större kvalgrupp med Saudiarabien, Irak, Bahrain och Syrien och de slutade då på en tredjeplats och gick därmed inte vidare till fortsatt kvalspel. Även i kvalet till VM 1986 missade Qatar fortsatt kvalspel efter en andraplats i första gruppspelet efter Irak.
I kvalet till VM 1990 vann Qatar sin grupp i det första gruppspelet före Irak, Syrien, Jordanien och Oman. I det avgörande gruppspelet i det asiatiska kvalet slutade Qatar på en tredjeplats endast en poäng efter Förenade Arabemiraten som tillsammans med vinnarna Sydkorea kvalificerade sig till VM. I kvalet till VM 1994 lyckades inte Qatar gå vidare från det inledande gruppspelet efter en andraplats bakom Nordkorea.
I kvalet till VM 1998 vann Qatar åter sin grupp i det första gruppspelet före Sri Lanka, Indien och Filippinerna. I det avgörande gruppspelt slutade Qatar på en fjärdeplats i sin grupp och blev därmed utslaget.
I kvalet till VM 2002 vann Qatar sin grupp i det första gruppspelet före Palestina, Malaysia och Hongkong. I det avgörande gruppspelt slutade Qatar åter på en fjärdeplats i sin grupp och blev därmed utslaget precis som fyra år tidigare. I kvalet till VM 2006 slutade Qatar på en tredje och näst sista plats i det första gruppspelet och gick därmed inte vidare till det avgörande gruppspelet.
I kvalet till VM 2010 slog Qatar först ut Sri Lanka i ett dubbelmöte och sedan kom de tvåa efter Australien sin grupp i det första gruppspelet och gick vidare till det avgörande gruppspelet där de fyra efter Australien, Japan och Bahrain, med endast Uzbekistan efter sig i gruppen.

### Olympiska spelen
Qatar har deltagit i OS-turneringen i fotboll två gånger. Första gången var vid OS 1984 i Los Angeles. Qatar slutade sist i sin grupp efter Frankrike, Chile och Norge.
Andra gången de deltog var vid OS 1992 i Barcelona. Qatar slutade två i sin grupp efter värdnationen Spanien, men före Egypten och Colombia. Qatar förlorade sedan kvartsfinalen mot Polen.

## Spelartrupp
Följande spelare var uttagna till VM 2022.
Antalet landskamper och mål är korrekta per den 9 november 2022 efter matchen mot Albanien.
| Nr | Pos. | Namn              | Födelsedatum (ålder) | Matcher | Mål |       | Klubb      |
| -- | ---- | ----------------- | -------------------- | ------- | --- | ----- | ---------- |
| 1  | MV   | Saad Al Sheeb     | 19 februari 1990     | 77      | 0   | Qatar | Al-Sadd    |
| 21 | MV   | Yousef Hassan     | 24 maj 1996          | 7       | 0   | Qatar | Al-Gharafa |
| 22 | MV   | Meshaal Barsham   | 14 februari 1998     | 20      | 0   | Qatar | Al-Sadd    |
|    |      |                   |                      |         |     |       |            |
| 2  | F    | Ró-Ró             | 6 augusti 1990       | 83      | 1   | Qatar | Al-Sadd    |
| 3  | F    | Abdelkarim Hassan | 28 augusti 1993      | 131     | 15  | Qatar | Al-Sadd    |
| 5  | F    | Tarek Salman      | 5 december 1997      | 58      | 0   | Qatar | Al-Sadd    |
| 13 | F    | Musab Kheder      | 1 januari 1993       | 30      | 0   | Qatar | Al-Sadd    |
| 14 | F    | Homam Ahmed       | 25 augusti 1999      | 30      | 2   | Qatar | Al-Gharafa |
| 15 | F    | Bassam Al-Rawi    | 16 december 1997     | 59      | 2   | Qatar | Al-Duhail  |
| 16 | F    | Boualem Khoukhi   | 9 juli 1990          | 106     | 20  | Qatar | Al-Sadd    |
| 17 | F    | Ismaeel Mohammad  | 5 april 1990         | 70      | 4   | Qatar | Al-Duhail  |
| 26 | F    | Jassem Gaber      | 20 februari 2002     | 0       | 0   | Qatar | Al-Arabi   |
|    |      |                   |                      |         |     |       |            |
| 4  | MF   | Mohammed Waad     | 18 september 1999    | 22      | 0   | Qatar | Al-Sadd    |
| 6  | MF   | Abdulaziz Hatem   | 1 januari 1990       | 108     | 11  | Qatar | Al-Rayyan  |
| 8  | MF   | Ali Assadalla     | 19 januari 1993      | 59      | 12  | Qatar | Al-Sadd    |
| 12 | MF   | Karim Boudiaf     | 16 september 1990    | 116     | 6   | Qatar | Al-Duhail  |
| 20 | MF   | Salem Al-Hajri    | 10 april 1996        | 22      | 0   | Qatar | Al-Sadd    |
| 23 | MF   | Assim Madibo      | 22 oktober 1996      | 43      | 0   | Qatar | Al-Duhail  |
| 25 | MF   | Mostafa Tarek     | 28 mars 2001         | 1       | 0   | Qatar | Al-Sadd    |
|    |      |                   |                      |         |     |       |            |
| 7  | A    | Ahmed Alaaeldin   | 31 januari 1993      | 47      | 2   | Qatar | Al-Gharafa |
| 9  | A    | Mohammed Muntari  | 20 december 1993     | 49      | 13  | Qatar | Al-Duhail  |
| 10 | A    | Hassan Al-Haydos  | 11 december 1990     | 170     | 36  | Qatar | Al-Sadd    |
| 11 | A    | Akram Afif        | 18 november 1996     | 90      | 26  | Qatar | Al-Sadd    |
| 18 | A    | Khalid Muneer     | 24 februari 1998     | 2       | 0   | Qatar | Al-Wakrah  |
| 19 | A    | Almoez Ali        | 19 augusti 1996      | 86      | 42  | Qatar | Al-Duhail  |
| 24 | A    | Naif Al-Hadhrami  | 18 juli 2001         | 1       | 0   | Qatar | Al-Rayyan  |